# Квінленд (Меріленд)
Квінленд (англ. Queenland) — переписна місцевість (CDP) в США, в окрузі Графство принца Георга штату Меріленд. Населення — 2191 особа (2020).

## Географія
Квінленд розташований за координатами 38°48′19″ пн. ш. 76°47′29″ зх. д. / 38.80528° пн. ш. 76.79139° зх. д. (38.805245, -76.791260).  За даними Бюро перепису населення США в 2010 році переписна місцевість мала площу 12,61 км², з яких 12,58 км² — суходіл та 0,03 км² — водойми.

## Демографія
Згідно з переписом 2010 року, у переписній місцевості мешкало 1929 осіб у 650 домогосподарствах у складі 526 родин. Густота населення становила 153 особи/км².  Було 680 помешкань (54/км²).
Расовий склад населення:
| - 77,3 % — чорних або афроамериканців - 18,1 % — білих - 0,7 % — азіатів - 0,5 % — корінних американців - 0,3 % — вихідців з тихоокеанських островів |

До двох чи більше рас належало 2,3 %. Частка іспаномовних становила 2,0 % від усіх жителів.
За віковим діапазоном населення розподілялося таким чином: 23,8 % — особи молодші 18 років, 66,9 % — особи у віці 18—64 років, 9,3 % — особи у віці 65 років та старші. Медіана віку мешканця становила 42,7 року. На 100 осіб жіночої статі у переписній місцевості припадало 100,5 чоловіків;  на 100 жінок у віці від 18 років та старших — 100,0 чоловіків також старших 18 років.